# Нападение на Перл-Харбор в культуре

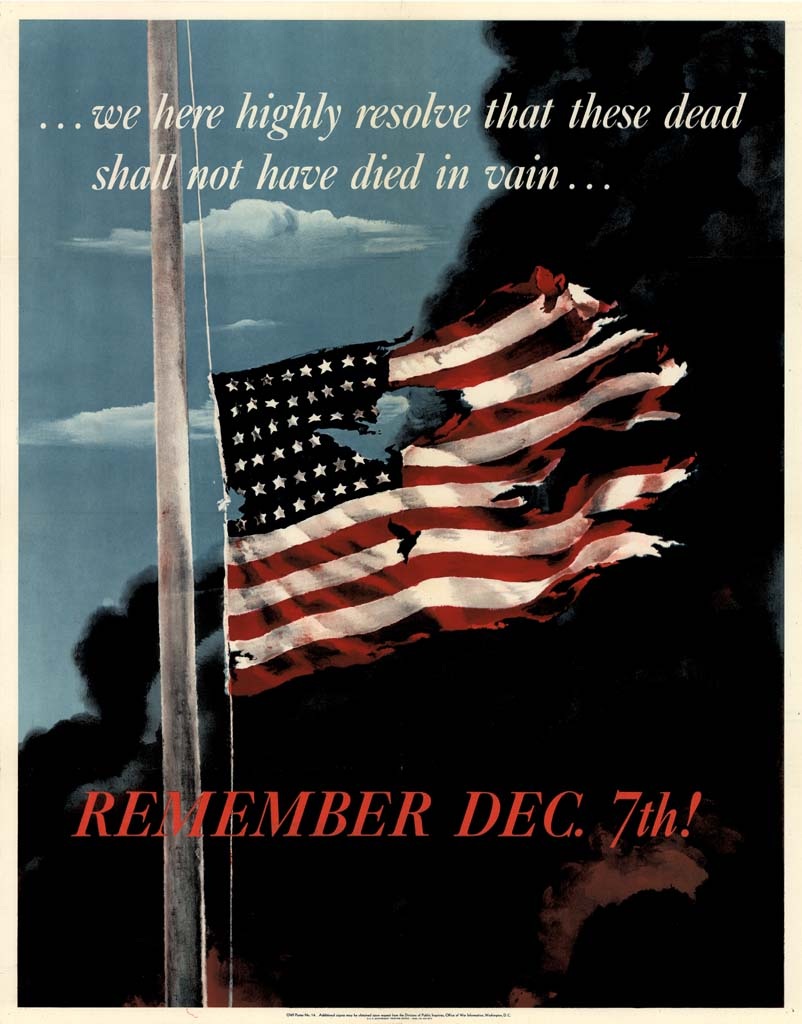
«Помни о Перл-Харборе!» (1942)

Нападение на Перл-Харбор привлекло значительное внимание массовой культуры: на основе событий 7 декабря 1941 года были созданы различные художественные произведения — включая фильмы, скульптурные работы (мемориальные статуи), документальные и художественные книги. С 2019 года мемориал на месте гибели линкора «Аризона» на острове Оаху, спроектированный архитектором Альфредом Прейсом, является частью национального мемориала на Гаваях. 7 декабря в США является Национальным днём памяти о Перл-Харборе.

## Описание
Нападение на Перл-Харбор стало как частью американской исторической памяти, так и зрелищной культуры. В качестве символа Перл-Харбор предоставил потомкам «риторические ресурсы» для поддержки множества самых различных нарративов: разные люди извлекали из событий 1941 года множество разных «уроков». И в XXI веке для большинства американцев, в отличие от профессиональных исследователей, историческое повествование о Второй мировой войне начинается именно с нападения на Перл-Харбор, а последующие военные действия США рассматриваются как «ответные» или «оборонительные». Иначе говоря, стереотипы восприятия событий 1941 года, заложенные в ходе Второй мировой войны, продолжают жить в американском общественном сознании.

## История

### «Помни о Перл-Харборе!»
Сразу после атаки повествование о Перл-Харборе стало обновленной версией уже знакомой американцам «поучительной истории», сформированной ранее на основе битвы при Литл-Бигхорне и защиты миссии Аламо. В рамках данного нарратива, фактическое поражение США оправдывало их «праведную месть» в отношении «дикарей», подтверждая тем самым «моральное превосходство» американской нации. Так слоган «Помни о Перл-Харборе!» (Remember Pearl Harbor!) являлся переработкой ранее популярного слогана «Помни об Аламо!». В 1943 году в США вышла сокращённая цензурой версия документального фильма «December 7th», разделённый на три части: сама бомбардировка американского флота, увековечение памяти о погибших (с акцентом на их классовое и этническое разнообразие) и обещание военной победы. Фильм завершался переработанной евангельской фразой в адрес генерала Тодзио Хидэки: «все, взявшие меч, мечом погибнут» (см. «Кто с мечом к нам придёт, от меча и погибнет!»)
В конце 1940-х и 50-х годах события в Перл-Харборе затрагивались в новом цикле послевоенных фильмов, предлагавшим своим зрителям «смесь развлечения и патриотического воспитания»: Перл-Харбор стал «риторическим ресурсом в поддержку создания эффективного разведывательного потенциала, сохранения постоянной военной готовности и поддержания мужского духа, который ставил лояльность к нации выше личных императивов и ассоциировал себя с военной мощью». Подобный «сентиментальный милитаризм» потерял популярность с началом Вьетнамской войны. Если в момент публикации роман Джона Окады «No-No Boy» — посвящённый интернированию и начинающийся с абзаца о Перл-Харборе — не вызвал интереса у публики, то в 1970-е книга Окады стала «каноническим» произведением.

### Падение интереса и новый всплеск
Внутриамериканские события также оказывали значительное влияние на восприятие рядовыми американцами событий 1941 года. Так в эпоху после Уотергейтского скандала заметный общественный цинизм в отношении федерального правительства США стал мейнстримом: стало широко распространено предположение о том, что политики и чиновники в Вашингтоне «лгут, хранят секреты и скрывают факты». В тот период Перл-Харбор оказался удобной метафорой для выражения недоверия как к социальной повестке Демократической партии, так и к растущей мощи федерального правительства США, в целом. Одновременно, в тот период постепенно угасал общественный интерес к самой атаке: например, открытие нового центра для посетителей на мемориале «Аризоны» в 1980 году мало освещалось американской прессой.
Новый всплеск интереса у широкой аудитории начался в 1990-х годах, в связи с пятидесятилетием события. В тот период Перл-Харбор, в целом, и роль адмирала Киммеля в американском поражении, в частности, стали частью целой серии «войн исторической памяти». Весна 2001 года стала поворотным моментом в формировании массовой памяти о событиях на Гаваях: блокбастер Джерри Брукхаймера «Перл-Харбор», вышедший в День поминовения того года, превратил японскую атаку в полноценную «культурную индустрию». Несмотря на крайне низкое мнение профессиональных критиков, фильм популяризировал образы, связанные с нападением. Премьера фильма сопровождалась рядом шоу: например, в торговом центре Mall of America, расположенном недалеко от Миннеаполиса, фильм предварялся торжественным гала-концертом и парадом, а также — речами в честь ветеранов Перл-Харбора.
В тот же период книжные магазины США собрали на своих полках десятки новых и переизданных книг о Перл-Харборе, а компания Amazon представила на своем веб-сайте отдельный «магазин о Перл-Харборе» (Pearl Harbor store). Телеканалы, особенно History Channel, предлагали своим зрителям постоянный поток как новых, так и старых фильмов о событиях декабря 1941 года. Тогда же американская фэшн-индустрия изменили ряд своих «образов»: они стали напоминать моду начала 40-х годов. Однако, уже вскоре голливудские продюсеры переключились на другие темы. Затем террористические акты сентября 2001 года полностью переключили внимание американцев на новый «день позора» и президенту-республиканцу пришлось отвечать на вопросы о возможностях разведки и о том, почему Америка снова «проспала» атаку.

### Мемориал
Несмотря на то, что в Перл-Харборе продолжает располагаться штаб Тихоокеанского флота США, сама военно-морская база в 1964 году была включена в список Национальных исторических памятников США. В 1976 году она вошла в Национальный реестр исторических мест. На территории базы располагались несколько военно-мемориальных комплексов: музей, посвященный взорвавшемуся линкору «Аризона», а также — линкору «Миссури». В Гонолулу был расположен Музей и парк подводной лодки «Боуфин» (USS Bowfin (SS-287)). В 1999 году был открыт Музей авиации в Перл-Харборе (Pearl Harbor Aviation Museum). В марте 2019 года был образован единый Национальный мемориал Перл-Харбора (Pearl Harbor National Memorial), объединяющий все музеи и мемориалы на Гавайских островах.
В 2001 году президент Буш провозгласив 7 декабря «Национальным днем памяти Перл-Харбора» (National Pearl Harbor Remembrance Day): он призвал федеральные ведомства США приспускать флаги на своих зданиях, чтобы почтить память «величайшего поколения, победившего тиранию».

## Фильмы
События, связанные с нападением на Перл-Харбор, были отражены в нескольких полнометражных фильмах:
- «Отныне и во веки веков» (1953);
- «Буря в Тихом океане» (1960);
- «По методу Харма» (1965)
- «Тора! Тора! Тора!» (1970);
- «Мидуэй» (1976);
- «Зелёный слоник» (1999);
- «Перл-Харбор» (2001);
- «Атака на Перл-Харбор» (2011);
- «Вечный «Зеро» (2013);
- «Мидуэй» (2019).